# 摩高斯
摩高斯（Morgause，全名：安娜-摩高斯 (Anna-Morgause），又译为莫格斯、莫歌丝）是英格兰的亚瑟王传说中登场的人物。她是亚瑟王同母异父的姐姐。
在最早的传说中，摩高斯则被塑造为了尤瑟王和王后伊格赖因的亲生女儿，亚瑟王的亲姐姐。后来生下了圆桌骑士高文与莫德雷德，而这两人则是亚瑟王宿命中的死敌与亚瑟王命运的终结者。
随着时间的流逝，在近代的传说中则把摩高斯衍变为了王后伊格赖因与她第一任丈夫康沃尔公爵—格洛斯（Gorlois）的三位女儿中的长女，她在不知道亚瑟是弟弟的情况下与亚瑟发生了不伦的恋情，后来生下了他们的私生子—莫德雷德。后来摩高斯正式的丈夫则是洛特王（King Lot），他们在亚瑟登基不久便密谋发起叛乱，企图讨伐卡美洛王国，是亚瑟王传说中出了名的野心家。摩高斯有两个亲妹妹，一个是伊莱恩，另一个则是摩根勒菲。在近代的传说中摩高斯有五个孩子，长子、次子、三子等分别是圆桌骑士的高文（Gawain）、阿古温（Agravaine）、加赫雷斯（Gaheris）、加雷斯（Gareth）以及最小的儿子莫德雷德。
有的传说中讲述她也是统治阿瓦隆的九姐妹之一，但文献《维塔·梅林》并没有直接表述她的名字；通常在一些小说和电影中，摩高斯与摩根勒菲被描写为同一人物。